# La musica del mondo
La musica del mondo è un album di Bruno Lauzi, pubblicato dall'etichetta discografica Five Record nel 1988.

## Tracce
Lato A
1. La musica del mondo
2. Liberi
3. Naviganti
4. Le api
5. Tuo padre cantava il jazz
6. Be bop ipotetico

Lato B
1. Maria dei parafulmini
2. Una giornata al mare
3. Diario Marina
4. La nostalgia
5. Navi che passi lontano
6. La musica del mondo (ripresa)

## Formazione
- Bruno Lauzi – voce
- Sandro Gibellini – chitarra
- Sante Palumbo – tastiera, pianoforte
- Alfredo Golino – batteria
- Ivano Fossati – chitarra
- Franco Lauria – percussioni
- Ron – chitarra, tastiera, basso, batteria
- Stefano Cerri – basso
- Lauro Ferrarini – chitarra acustica
- Franco Piccolo – fisarmonica, chitarra acustica
- Giancarlo Pillot – batteria
- Marco Ratti – contrabbasso
- Paolo Tomelleri – sax alto, clarinetto
- Claudio Pascoli – sassofono tenore, sassofono soprano
- Giulia Fasolino, Lella Esposito, Naimy Hackett, Maurizio Lauzi, Moreno Ferrara, Silvio Pozzoli – cori